# Reitz (Südafrika)
Reitz ist eine Stadt in der südafrikanischen Provinz Freistaat. Sie ist der Verwaltungssitz der Lokalgemeinde Nketoana im Distrikt Thabo Mofutsanyana.

## Geographie
2011 hatte Reitz 3362 Einwohner, das unmittelbar östlich gelegene Township Petsana 16.821 Einwohner.
Reitz liegt im Osten der Provinz Freistaat im Highveld, einer Hochebene mit einigen flachen Tafelbergen aus Sandstein. Die jährliche Niederschlagsmenge beträgt durchschnittlich 686 mm.
Nächstgelegene Städte sind Petrus Steyn im Nordwesten, Bethlehem im Süden sowie Tweeling und Frankfort im Norden.

## Geschichte
Der Ort wurde im Jahr 1889 auf der Farm Langspruit gegründet. Nach einem Ladeninhaber hieß sie anfangs Singer’s Post, dann Amsterdam, schließlich Reitz nach dem ehemaligen Präsidenten des Oranje-Freistaates Francis William Reitz. Während des Zweiten Burenkrieges hielt sich die Regierung des Oranje-Freistaates zeitweise in Reitz auf und wurde dort 1901 fast von den britischen Kriegsgegnern gefangen genommen. 1903 erhielt Reitz Gemeindestatus.

## Wirtschaft und Verkehr
Haupterwerbszweig ist die Landwirtschaft (Mais, Weizen und Viehzucht) in der agrarisch geprägten Umgebung.
Die Stadt liegt an den Fernstraßen R26, die von Frankfort nach Bethlehem führt, und der R57, die Heilbron im Nordwesten mit Phuthaditjhaba im Südosten verbindet.
Reitz liegt an der Bahnstrecke Bethlehem–Balfour, die planmäßig nur noch im Güterverkehr betrieben wird. Am Bahnhof stehen zahlreiche Getreidesilos. Der Reitz Airport im Norden der Stadt hat eine Landebahn und wird nicht planmäßig angeflogen.

## Sehenswürdigkeiten und Tourismus
In der Stadt steht eine niederländisch-reformierte Kirche. Jedes Jahr im Februar findet das Bielie Mielie Festival statt, bei dem der Mais im Mittelpunkt steht.

## Persönlichkeiten
- David Jacobs (* 1947), Diplomat, geboren in Reitz